# Олавиде, Пабло де
Па́бло Анто́нио Хосе́ де Олави́де-и-Ха́уреги (исп. Pablo Antonio José de Olavide y Jáuregui; 25 января 1725, Лима, вице-королевство Перу — 25 февраля 1803, Баэса, Испания) — испанский политик, юрист и писатель. Имя Пабло де Олавиде носит основанный в 1997 году публичный университет Севильи.
Родился в богатой и влиятельной креольской семье, учился в Университете Сан-Маркос и в Университете Комплутенсе. Получил докторскую степень канонического права в 1740 году и юриспруденции в 1742 году. Приверженец идей французского энциклопедизма, содержал в Мадриде салон, в котором собирались видные представители испанского Просвещения. Состоял в переписке с Вольтером, Дидро и Руссо. Подвергался арестам со стороны инквизиции, находился в ссылке во Франции, где также арестовывался за контрреволюционную деятельность в период якобинской диктатуры. Отказавшись от прежних убеждений, получил прощение от церкви и вернулся в Испанию.
В защиту Олавиде выступал Фелипе Бертран Серрано.

## Сочинения
- Торжествующее евангелие, или История разочарованного философа (El evangelio en triumpho, o historia de un filósofo desengañado, V. 1-4, Valencia, 1797-98; посл. изд. — Md, 1915)